# Wapen van Britswerd

Wapen van Britswerd

Het wapen van Britswerd is het dorpswapen van het Nederlandse dorp Britswerd, in de Friese gemeente Súdwest-Fryslân. Het wapen werd in 2001 geregistreerd.

## Beschrijving
De blazoenering van het wapen in het Fries luidt als volgt:
dield: I. read, mei yn de boppeste helte fan it skyld in gouden anker; II. blau, mei yn de boppeste helte fan it skyld in gouden leelje; yn de ûnderste helte fan it skyld in út de skyldfoet opriizjende gouden terp, yn de skyldfoet wulvjend iepene fan it fjild en hjiryn oer alles hinne in gouden klaver.
De Nederlandse vertaling luidt als volgt: 
gedeeld: I. rood, met in de bovenste helft van het schild een gouden anker; II. blauw, met in de bovenste helft van het schild een gouden lelie; in de onderste helft van het schild een uit de schildvoet oprijzende gouden terp, in de schildvoet gewelfd geopend van het veld en hierin over alles heen een gouden klaver.
De heraldische kleuren zijn: keel (rood), goud (goud) en azuur (blauw).

## Symboliek
- Rood veld: duidt op het land en de scheepsbouw bij het dorp.[2]
- Blauw veld: staat voor het water van het voormalige Britswerdermeer, ingepolderd in 1855.[2]
- Gouden terp: verwijst naar het deel "werd" uit de plaatsnaam wat staat voor een terp. De opening maakt dat het tevens lijkt op een brug, ontleend aan het deel "brits" wat brug betekent.[2]
- Klaverblad: symbool voor de veehouderij en het grasland rond het dorp.[2]
- Fleur de lis: de lelie kwam voor aan de rand van het Britswerdermeer.[2]
- Anker: beeldt de scheepsbouw uit.[2]

## Zie ook

Vlag van Britswerd